# Барщево (гміна Міхалово)
Барщево (пол. Barszczewo) — село в Польщі, у гміні Міхалово Білостоцького повіту Підляського воєводства.
Населення — 79 осіб (2011).
У 1975-1998 роках село належало до Білостоцького воєводства.

## Демографія
Демографічна структура станом на 31 березня 2011 року:
|          | Загалом | Допрацездатний вік | Працездатний вік | Постпрацездатний вік |
| -------- | ------- | ------------------ | ---------------- | -------------------- |
| Чоловіки | 47      | 8                  | 26               | 13                   |
| Жінки    | 32      | 6                  | 14               | 12                   |
| Разом    | 79      | 14                 | 40               | 25                   |